# Prison centrale de Dahaban
La prison centrale de Dahaban, en arabe : سجن المباحث العامة بذهبان, est un établissement pénitentiaire à sécurité maximale situé à proximité de Dahaban (en), dans la province de la Mecque, à proximité de Djeddah en Arabie saoudite. La prison est construite, en 2015, dans le cadre de la rénovation des infrastructures de la prison de Djeddah, pour un coût de 400 millions de SR.

## Détenus notables
- Aziza al-Yousef
- Loujain Al-Hathloul
- Waleed Abu al-Khair
- Raif Badawi
- Samar Badawi
- Eman al-Nafjan